# فيوليت بلو
فيوليت بلو (بالإنجليزية: Violet Blue)‏ هي كاتِبة وصحفية أمريكية، ولدت في القرن العشرين في بريمن في ألمانيا.

## وصلات خارجية
- الموقع الرسمي
- فيوليت بلو على موقع IMDb (الإنجليزية)
- فيوليت بلو على موقع قاعدة بيانات الفيلم (الإنجليزية)